# Алан Блінкен
Алан Джон Блінкен (народився 24 грудня 1937) — американський бізнесмен, політичний кандидат і колишній дипломат, який обіймав посаду посла США в Бельгії з 1993 по 1997 рік. Блінкен також був кандидатом від Демократичної партії на виборах до Сенату Сполучених Штатів у Айдахо 2002 року, поступившись Ларрі Крейгу.

## Молодість і освіта
Блінкен народився 24 грудня 1937 року в Нью-Йорку в сім'ї Етель (до шлюбу Горовіц) і Моріса Блінкена. Його батько був єврейським іммігрантом з Києва. Його старший брат Дональд М. Блінкен (батько Ентоні Блінкена) також був дипломатом. Блінкен виріс на Манхеттені та в Йонкерсі, штат Нью-Йорк, і закінчив школу Горація Манна. Блінкен отримав ступінь бакалавра мистецтв у Гарвардському університеті. Блінкен вивчав бізнес та економіку. Його керівником дисертації був Джон Кеннет Гелбрейт.

## Кар'єра
Після закінчення Гарварду Блінкен працював у сфері фінансових послуг, працюючи президентом Model Roland & Co. і керуючим директором Wertheim Schroder &amp; Co. Він був директором бельгійського виробника біофармацевтичних препаратів UCB. Блінкен балотувався до асамблеї штату Нью-Йорк на Манхеттені, але програв республіканцю Джону Равітцу.
Блінкен працював послом Сполучених Штатів у Бельгії з 1993 по 1997 рік.
Давній житель Верхнього Іст-Сайду, Блінкен пізніше переїхав до Сан-Веллі, штат Айдахо. У 2002 році він був кандидатом від Демократичної партії в Сенат США в Айдахо. Його переміг чинний республіканець Ларрі Крейг.

## Особисте життя
Блінкен був одружений з Меліндою Блінкен (до шлюбу Кох), донькою голлівудського продюсера Говарда В. Коха.
Блінкен є онуком письменника українського походження Меїра Блінкена, братом Дональда М. Блінкена та дядьком державного секретаря Сполучених Штатів Ентоні Блінкена. Blinken Auditorium у Резиденційному академічному центрі Вашингтонського центру названо на його честь.
Блінкен і його дружина проживали в Кетчумі, штат Айдахо. У 2019 році вони організували збір коштів для тодішнього кандидата Джо Байдена .